# U Pana Boga w Królowym Moście

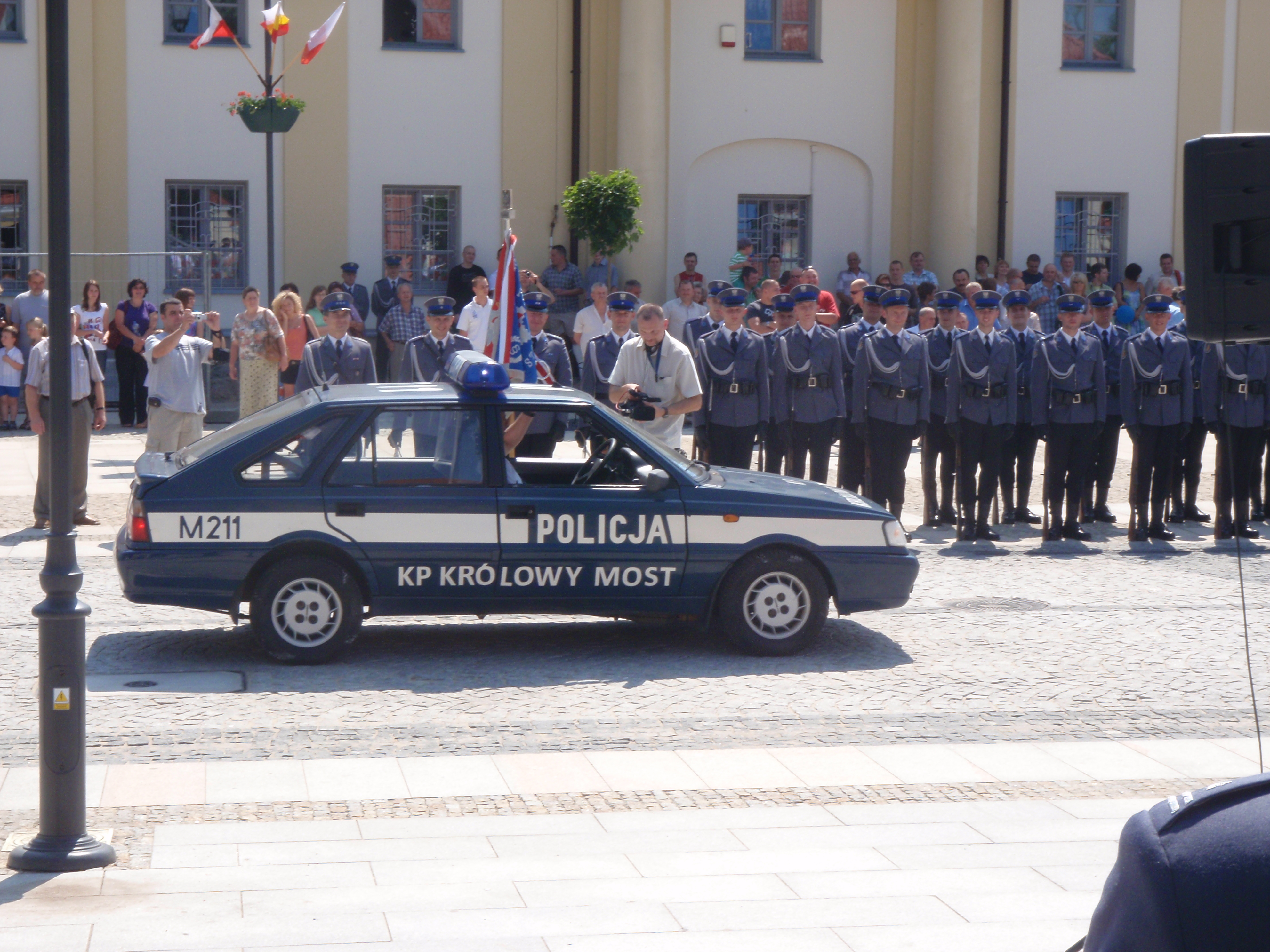
Radiowóz KP Królowy Most

U Pana Boga w Królowym Moście – polski film fabularny z 2024 r. w reżyserii Jacka Bromskiego, czwarta część tetralogii filmowej mieszczącej również U Pana Boga za piecem (1998), U Pana Boga w ogródku (2007) i U Pana Boga za miedzą (2009). 
Zdjęcia do filmu realizowano od 30 sierpnia 2022 do 28 stycznia 2023, przede wszystkim w Lipowym Moście, Białymstoku, Tykocinie, Supraślu, Sokółce, Starej Kamionce i Usnarzu Górnym. Premiera odbyła się 17 października 2024 w Białymstoku, w kinie Helios. Przedpremierowy pokaz filmu odbył się 12 maja 2024 w Tykocinie.
Równolegle z filmem powstał 12-odcinkowy serial, będący rozszerzeniem wątków z filmu. Początkowo miał on być wyemitowany w grudniu 2024 r. w TVP, lecz premierę przesunięto na wiosnę 2025 r..
Film jest ostatnią rolą Emiliana Kamińskiego, który zmarł 26 grudnia 2022 r. Choć aktor zdążył nagrać większość scen ze swoim udziałem, kilku jednak nie udało się zrealizować z powodu nagłej śmierci. Jego odejście zmusiło ekipę do częściowej zmiany scenariusza, wskutek czego zdjęcia dokończono w styczniu 2023 r.

## Fabuła
W Królowym Moście zjawia się Marta, studentka archeologii, aby pod murami kościoła przeprowadzić badania archeologiczne. Podczas prac odkrywa kilkusetletni dokument. Niebawem - po wnikliwej analizie - okazuje się, że glejt upoważnia Królowy Most do suwerenności. Mieszkańcy bez wahania decydują się stworzyć odrębne państwo.

## Obsada
- Krzysztof Dzierma – ksiądz Antoni, proboszcz w Królowym Moście
- Andrzej Zaborski – Henryk Wołkołycki, komendant policji w Królowym Moście
- Wojciech Solarz – Marian Cielęcki
- Emilian Kamiński – burmistrz Jerzy Bocian (dawniej: Józef Czapla „Żuraw”)
- Małgorzata Sadowska – Halinka Struzikowa
- Aleksandra Grabowska – archeolożka Marta Lipowska
- Karol Dziuba – prawnik Szymon Giedrojć
- Bartłomiej Firlet – wikary
- Mikołaj Grabowski – profesor Nasiłko
- Ryszard Doliński – radny Śliwiak